# Polska 1944/45–1989. Studia i materiały
Polska 1944/45–1989. Studia i materiały – czasopismo historyczne wydawane przez Instytut Historii im. Tadeusza Manteuffla PAN w Warszawie. Należy do najbardziej rozpoznawalnych i uznanych w kraju i zagranicą czasopism poświęconych powojennej historii Polski.Ukazuje się od roku 1995. Pierwszy numer nawiązywał do siedmiotomowej serii „Polska Ludowa. Materiały i Studia” (1962-1968). Od numeru trzynastego czasopismo ukazuje się jako rocznik. Pierwszym redaktorem naczelnym była Krystyna Kersten. W roczniku publikowane są artykuły naukowe, recenzje, materiały dotyczące dziejów Polski Ludowej. 
W ciągu ostatnich dwudziestu lat w kilkunastu tomach (w tym czterech tematycznych) opublikowano kilkaset artykułów naukowych i edycji źródłowych. Jako pierwsza zespołem redakcyjnym kierowała prof. Krystyna Kersten, będąca jednocześnie kierownikiem Pracowni Dziejów Polski po 1945 r. w Instytucie Historii PAN, po latach przekształconej w Zakład Badań nad Dziejami Polski po 1945 r. Pozostałymi członkami redakcji byli: Jerzy Eisler, Dariusz Jarosz, Henryk Słabek i Tomasz Szarota. Od numeru szóstego obowiązki redaktora naczelnego przejął i sprawuje je do dzisiaj prof. Tomasz Szarota. Aktualnie w redakcji pisma zasiadają także: Jerzy Eisler, Dariusz Jarosz, Krzysztof Kosiński, Tadeusz Wolsza i Hubert Wilk. 
Radę Naukową czasopisma tworzą: Jędrzej Chumiński, Antoni Dudek, Andrzej Friszke, Paul Gradvhol, Padraic Kenney, Marcin Kula, Miklós Mitrovits, Andrzej Paczkowski, Anna Pelka, Dušan Segeš, Rafał Stobiecki, Bożena Szaynok, János Tischler, Marek Wierzbicki, Rafał Wnuk, Anna Wolf-Powęska, Wadim Wołobujew.
Czasopismo ukazuje się na zasadach open acces na licencji CC BY-ND.